# Вулиця Блакитна (Хмельницький)
Блакитна вулиця — вулиця у Південно-Західному мікрорайоні Хмельницького.

## Історія
Блакитна вулиця розташована у Південно-Західному мікрорайоні Хмельницького. Вона виникла в 1990-х роках.